# Jani Sullanmaa
Jani Sullanmaa, född den 19 december 1981 i Hyvinge, Finland, är en finländsk curlingspelare.
Han tog OS-silver i herrarnas curlingturnering i samband med de olympiska curlingtävlingarna 2006 i Turin.